# Concours Anatole Boucherie
La Société pour l'Étude des Langues Romanes organise depuis 1875 un concours triennal de philologie auquel elle donnera à compter de 1892, le nom de l'un de ses membres fondateurs : Anatole Boucherie.
« A l’étude approfondie des idiomes romans, [la Revue des langues romanes] a voulu convier non-seulement les érudits de métier, mais tout le monde. C’est dans cette pensée que notre regrettable et si regretté confrère, M. Boucherie, eut l’heureuse inspiration de s’adresser à ceux que leur naissance, leur profession et leur séjour habituel à la campagne, mettent en contact plus intime avec le peuple. La libéralité du Ministre de l’Instruction publique a permis de réaliser cette idée féconde, et la Société a pu fonder un Concours de philologie uniquement réservé aux instituteurs et aux institutrices, et leur proposer un prix de trois cents francs pour la meilleure étude sur le patois d’une localité déterminée du midi de la France. »

## Prix décernés

### 1875
- Premier prix[2] : Graziadio Isaia Ascoli, pour la première partie de Schizzifranco-provenzali relative à la phonétique du val-saonois, une variante de dialecte piémontais.

### 1878
Le concours cette année-là, appelle à soumettre une monographie d'un dialecte de la région alpine ou de la région cévenole, à choisir dans les pays qui enferment la vallée du Rhône à l'ouest, au nord et à l'est. 
La première partie de ce travail devait contenir une traduction de la « parabole de l'Enfant prodigue », la traduction en prose des quatre fables suivantes de la Fontaine : « le Chêne et le Roseau », « Perrette et le Pot au lait », « les Animaux malades de la peste » et « le Paysan du Danube », un choix de proverbes et de contes populaires, toutes les formes de l'article et des pronoms, en y joignant des exemples et enfin la conjugaison des verbes « être, avoir, aimer, venir, fleurir, savoir, craindre et prendre. »
La deuxième partie devait indiquer les limites géographiques et la constatation des caractères distinctifs du dialecte choisi par l'auteur, ainsi que l'étude des différences entre ces mêmes caractères et ceux de chacun des dialectes circonvoisins.
Le rapporteur Ferdinand Castets présente le classement des lauréats : 
- Premier prix, médaille vermeil : Pierre Fesquet, pasteur protestant à Colognac, pour sa monographie du sous-dialecte languedocien du canton de La Salle-Saint-Pierre (Gard) ;
- Second prix : anonyme, Moun pais ei moun Paris ;
- Troisième prix : Justin Pépratx, monographie du dialecte roussillonnais ;
- Médaille : Antoine Léandre Sardou, pour son étude sur l'idiome Niçois[4].

### 1883
Le concours de 1883 comporte trois prix,. 
Le premier prix de 300 francs est exclusivement réservé aux institutrices ou instituteurs primaires et concerne une étude sur le patois, ou langage populaire, d'une localité déterminée du midi de la France (collection de chansons, contes, proverbes, devinettes, comparaisons populaires). Ces textes devant être reproduits sans rien changer à la langue du peuple et traduits en français. De plus, il est demandé de produire la conjugaison des verbes chanter, finir, mourir, prendre, avoir, être, aller, pouvoir. Enfin, d'indiquer les autres localités connues de l'auteur où se parlerait le même idiome populaire.
- Premier prix ex æquo[6] : M. Funel, pour « Quelques mots de grammaire sur les principaux dialectes parlés dans les Alpes-Maritimes, et surtout sur le dialecte de Sou » et M. Silhol pour son étude consacrée au patois de Féret, canton de Montagnac.

Le second prix de 500 francs concerne le meilleur travail de philologie romane ayant pour base des textes qui soient antérieurs au XVe siècle, et qui appartiennent à la langue d'oc ou à la langue d'oïl. Entrent dans cette catégorie les publications de textes et les études d'histoire littéraire.
- Second prix : Ugo Angelo Canello, professeur à l'Université de Padoue, pour son ouvrage imprimé sur la vie et les œuvres d'Arnaut Daniel.

Nota : une mention « très honorable » est décernée à M. Talbert, professeur au Prytanée de la Flèche, pour « la Passion de sainte Catherine, poème du XIIIe siècle en dialecte poitevin, par Auméric, moine de Saint-Michel ».
Le troisième et dernier prix, un objet d'art d'une valeur de 200 francs, concerne un travail philologique ayant pour objet un idiome populaire néo-latin : Belgique, Suisse, France, Espagne, Portugal, Italie, Roumanie, Amérique. Cette étude devra s'appuyer sur un choix d'ethnotextes (chants, contes, proverbes, légendes ou autres) et se voir adjoindre la géographie du dialecte étudié.
- Troisième prix : 
  - José Leite de Vasconcelos, alors étudiant à l'École de médecine de Porto, pour son étude du dialecte de Miranda de Douro, dans la province portugaise de Trás-os-Montes ;
  - Joseph-Pierre Durand de Gros, pour son étude du dialecte rouergat intitulée « notes de philologie rouergate » et ses hypothèses novatrices relatives à l'existence en Rouergue, de deux dialectes latins bien distincts : l’un, correct et classique, à l’usage de l’aristocratie; l’autre, irrégulier et barbare, qui servait au peuple, aux soldats, aux paysans.

Embarrassé dans le choix entre ces deux travaux, le jury décide d'accorder les 300 francs du Prix du conseil Municipal de Montpellier à Leite de Vasconcelos et l'objet d'art à M. Durand de Gros.
Nota : une mention très honorable est accordée à M. Guichard, pour sa grammaire du patois de Mens

### 1889
Le prix de 1889 est partagé ex æquo entre deux anciens élèves de la Faculté des lettres de Montpellier : 
- Premier prix ex æquo :
  - Reynaud pour son travail sur des vies de saints en provençal conservées à la bibliothèque de Carpentras ;
  - Barbier pour son étude préparatoire à une nouvelle édition de la chronique de Mascaron, de Béziers.

### 1895, reporté en 1896
Le concours de 1895 récompense de 100 francs, l'auteur du meilleur travail sur un sujet laissé au choix des concurrents, d'histoire littéraire ou de philologie romane, tel qu'une étude sur un troubadour ou un trouvère, sur un texte en vers ou en prose du moyen âge, sur un dialecte de la langue d'oc ou de la langue d'oïl.

### 1900
- Premier prix ex æquo : 
  - Bernard Sarrieu pour son mémoire sur le parler de Bagnères-de-Luchon[9];
  - Léon Lamouche pour son Essai de grammaire languedocienne, dialectes de Montpellier et de Lodève[10],[11].

### 1905
- Premier prix : 
  - Bernard Sarrieu pour son étude sur le vocabulaire du canton de Luchon intitulé « Dictionnaire du parler de Bagnères-de-Luchon et de sa vallée », qui distingue le luchonnais du larboustois[12],[13].

### 1914
- Premier prix : Jules Ronjat, pour son Essai sur la Syntaxe des parlers provençaux modernes (in-8° de З06 pages).